# كوياغة شيخة
كوياغة شيخة (الاسم العلمي: Koyaga senex) هي نوع من الحشرات تتبع جنس الكوياغة من فصيلة الليليات.